# Krystyna Kacperczyk

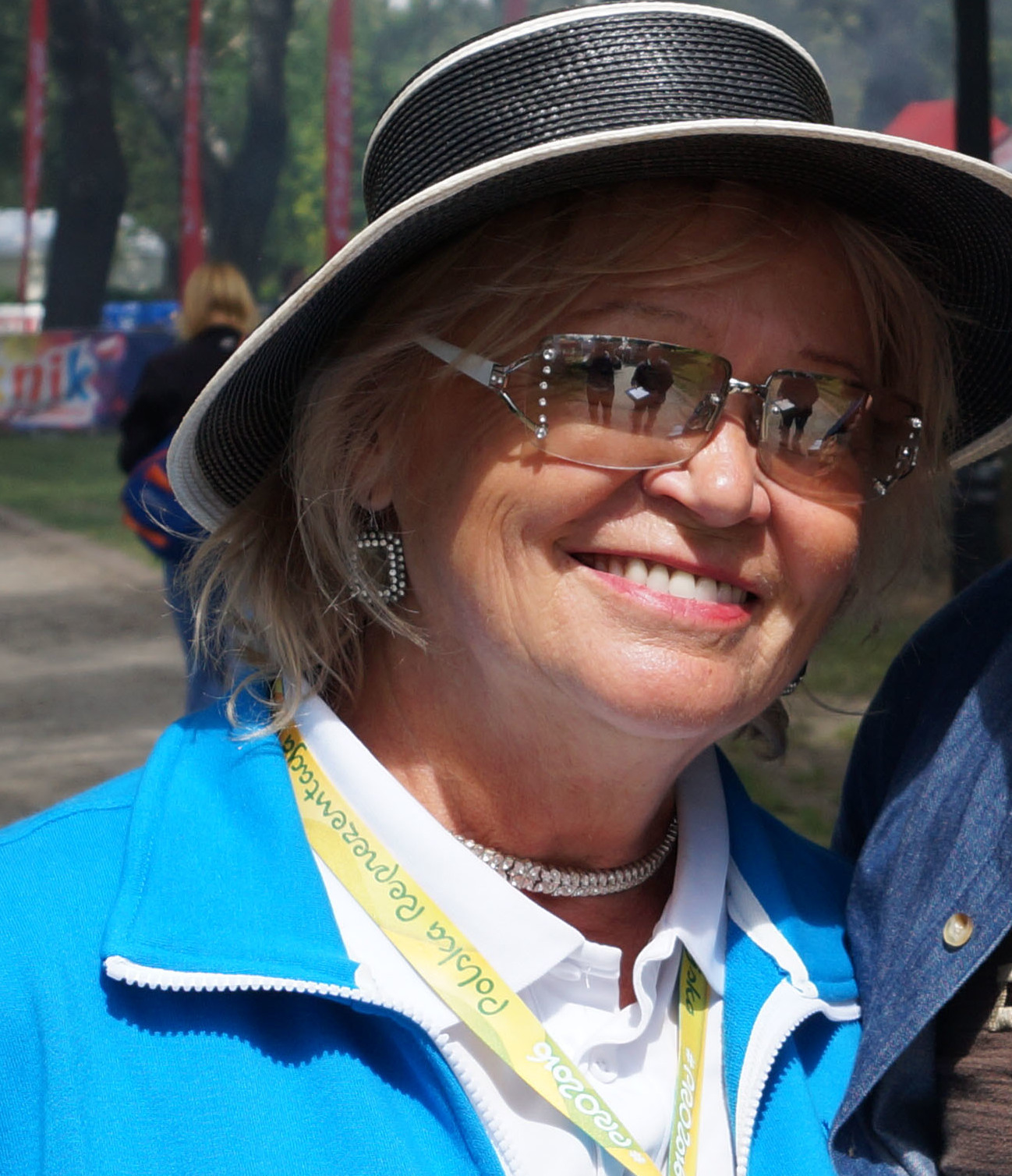
Krystyna Kacperczyk

Krystyna Kacperczyk (Krystyna Barbara Kacperczyk, geb. Hryniewicka; * 13. Oktober 1948 in Kętrzyn) ist eine ehemalige polnische Sprinterin und Hürdenläuferin.

## Sportliche Laufbahn
Bei den Olympischen Spielen 1972 in München erreichte sie über 400 m das Viertelfinale und schied in der 4-mal-400-Meter-Staffel mit der polnischen Stafette im Vorlauf aus. Bei den Leichtathletik-Halleneuropameisterschaften 1973 in Rotterdam und 1975 in Kattowitz gewann sie mit der polnischen Mannschaft jeweils Bronze in der 4-mal-360-Meter-Staffel bzw. der -4-mal-320-Meter-Staffel.
Am 13. Juli 1974 stellte sie in Augsburg mit 56,51 min den ersten offiziellen Weltrekord im 400-Meter-Hürdenlauf auf. Am 18. August 1978 eroberte sie sich beim ISTAF Berlin mit 55,44 min diesen Rekord zurück, der 1977 an Tatjana Storoschewa (55,74 min) und Karin Roßley (55,63 min) übergegangen war. Einen Tag später jedoch übertraf Tatjana Selenzowa diese Marke mit 55,31 min. Bei den kurz danach stattfindenden Leichtathletik-Europameisterschaften in Prag waren die 400 m Hürden der Frauen erstmals im Programm. Selenzowa blieb mit 54,89 min als erste Frau unter 55 Sekunden. Kacperczyk wurde Fünfte in 55,55 min, gewann aber in der 4-mal-400-Meter-Staffel mit dem polnischen Team Bronze.
Dreimal wurde sie polnische Meisterin über 400 m (1973, 1974, 1977) und einmal über 400 m Hürden (1978). In der Halle holte sie zweimal den nationalen Titel über 400 m (1974, 1978).

## Persönliche Bestzeiten
- 400 m: 51,78 s, 4. August 1978, Brescia
  - Halle: 53,56 s, 9. März 1974, Göteborg
- 800 m: 1:59,78 min, 15. September 1978, London
- 400 m Hürden: 55,44 min, 18. August 1978, Berlin